# قداری (روستا)
 قداری  به عربی ( الَقداری  )، روستایی است در دهستان 

## جمعیت
جمعیت آن (۱۶۰ ) نفر (۱۳ خانوار) می‌باشد.